# 2024年恩加山體滑坡事故
2024年5月24日凌晨三時左右，巴布亞新幾內亞恩加省拉蓋普-波爾蓋拉縣邁普·穆利塔卡地方政府區域揚巴利村周圍地區發生山體滑坡。不同信息源給出的罹難人數估測差異巨大，從162人到逾2000人不等。
受道路受阻、通訊基礎設施損壞影響，救災工作施展困難，最初有六名遇難者遺體被尋獲，一週後，僅有11人確認死亡。另在考卡拉姆和圖里帕納（Tulipana）兩個村莊，有約2,500人失蹤。巴新官方已正式請求國際援助。

## 背景
巴布亞新幾內亞由於境內山地廣布、熱帶氣候降雨頻繁，加之貧困問題、政府行政不善，災難性的山體滑坡事故時有發生。2024年早先時間，由於氣候變化，該國已遭遇強降雨和洪災侵襲。三月和四月的兩次山體滑坡分別造成21人、14人死亡。
5月18日，巴新發生MW 4.5地震。震中位於本次山體滑坡發生地以西105公里（65英里），震源深度126.2公里（78.4英里）。一位當地居民稱，該地震或是本次山體滑坡的肇因。巴新紅十字會則對這一說法予以否認，其負責人表示：「這是個蘊藏金礦的地區，人們可能在（發生滑坡的）山上採掘過金子」，否則事故就是強降雨導致的。

## 事故影響

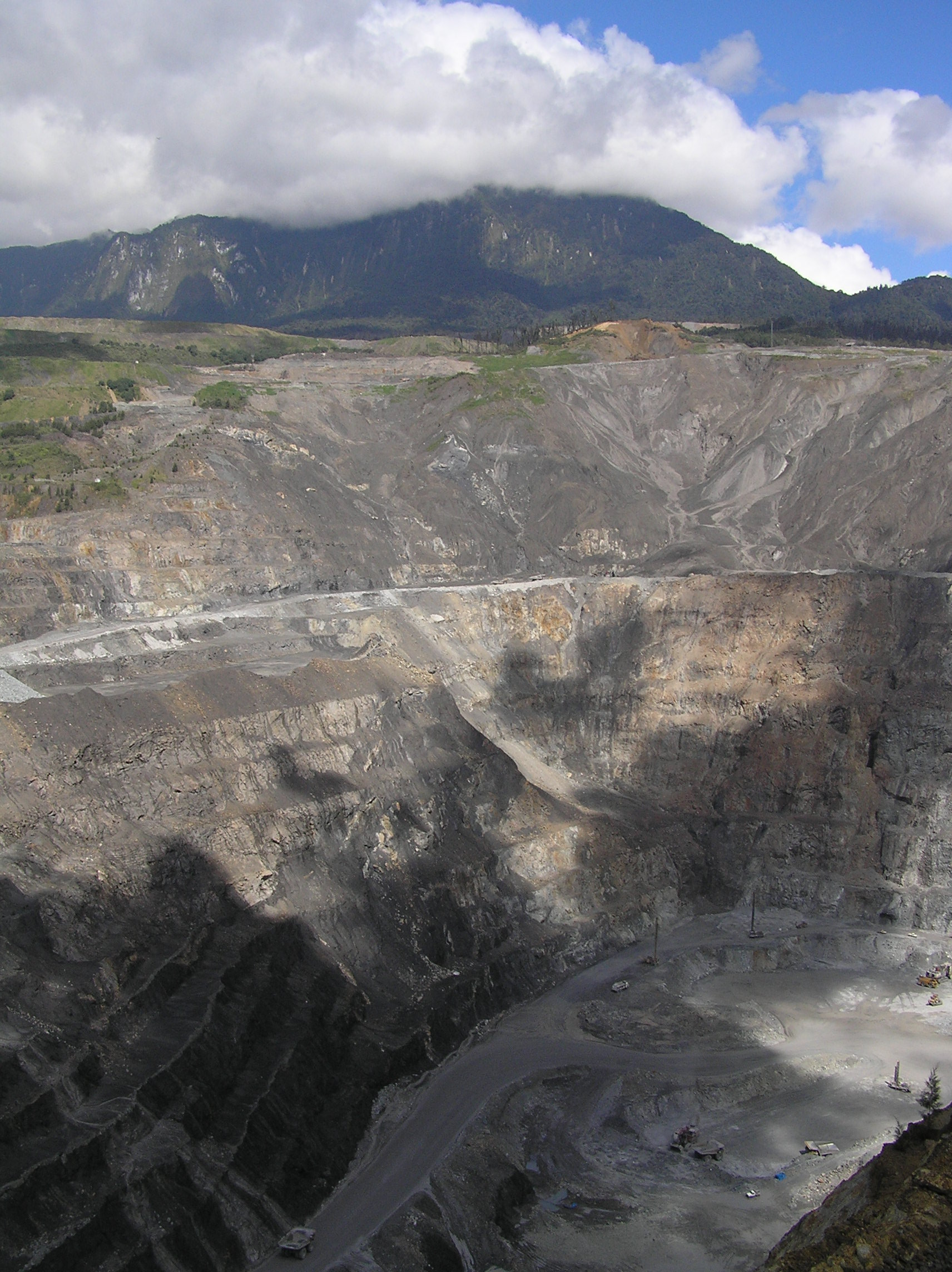
距災區30公里的波格拉金礦

當地時間5月24日凌晨三時左右，芒加洛山（Mount Mungalo）部分山體崩塌，大量石塊剝落，摧毀了附近的六個村莊。單在考卡拉姆一村，便有數十間房屋損毀，預計約有300人因而死亡。滑坡事故同時造成通往波格拉金礦的道路受阻，150米長的通往考卡拉姆的主要道路受損，燃油、物資供應一時面臨困難。在揚巴利村，約有3,000名村民失蹤，另有約2,000人被掩埋在圖里帕納村，具體的失蹤人數仍未可知。通往首都莫爾斯比港的道路亦遭阻斷。村莊菜園以及三條溪流被石礫掩埋。據國際移民組織官員估測，受掩埋的區域約有「三至四個足球場」大，坍塌層約有6至8米深。
不同信源對死亡人數作了極為相異的估測，天空新闻台等認為有670人遇難，巴布亞新幾內亞信使報則認為有逾千人喪命。這些估測尚未得到政府官員的確證。超過4,000人受到此次事故直接影響。最初人們發現了五具遇難者的遺骸，以及第六位遇難者的腿部殘肢，截止5月30日，共有11人的遺體被尋獲。七人受傷，四人獲救。恩加籍議員5月24日告訴《衛報》，有1,182間房屋遭到損毀。超過5,000隻豬、100家商鋪、五輛汽車、兩處醫療點據信亦在石礫之下。另有250間房屋因地表不穩而變為危房，估計另有1,250人因此失去住房。
現場救援人員稱遇難者遺骸已「腐臭不堪」，5月30日，鑑於屍體或致水源污染，國際移民組織發布報告，警告災區有爆發疫病的「重大風險」。

## 救災情況
巴布亞新幾內亞總理詹姆斯·馬拉佩宣布，巴布亚新几内亚国防军已被派遣至事故地區進行遺體搜尋、基礎設施重建等救援與善後工作。警察、醫護人員、工程師以及聯合國人員亦參與救災，一些當地群眾自發組建現場應急力量。黃昏時分，現場救援人員利用機械挖掘設備等工具，試圖找到倖存者。
國際人道主義機構國際關懷協會與巴布亞新幾內亞紅十字會評估了災情。國際關懷協會稱，災難後，約有4,000人需要人道主義救助。2024年2月，當地曾爆發部落武裝衝突，造成部分村民流離失所，此次山體滑坡掩埋了部分用以收容他們的社區。巨大的石塊和倒塌的樹木阻礙了搜救工作，紅十字會估計需要兩天時間，救援力量才能抵達災區。據ABC新聞報導，目前只有直升機能進入考卡拉姆。5月25日起，有救援車隊離開省府瓦巴格，向災區進發。由於坐落途中的坦比塔尼斯村（Tambitanis）仍有部落衝突情況，救援車隊受到了巴新国防军的護送。巴新防長比利·約瑟夫（Billy Joseph）和國家災害中心主任拉索·馬納（Laso Mana）宣布將於26日前往瓦巴格勘災。運營波格拉金礦的合資企業亦同意向災區提供專業挖掘設備，以輔助搜尋遺體、疏通道路。
5月28日，食品、藥品等物資運抵災區。在受災人群中，十六歲以下的青少年佔約四成，人道主義組織擔憂他們的心理問題。已有九名兒童因事故喪失雙親。隨著專業設備從萊城等地運至災區，遇難者家屬又就是否應使用重型機械挖掘遺骸產生分歧，部分人擔憂其親人遺骸恐因而遭到二次破壞。
巴布亚新几内亚国民议会為事故遇難者默哀一分鐘。5月30日，議長乔布·波马特厲斥議員們只顧計劃對總理發起不信任動議，而對恩加山崩災情頗有冷落。馬拉佩翌日前往事故現場，宣布將撥付2000萬基那用以救災同重建。

### 國際反應
- ：總理安東尼·阿爾巴尼斯承諾將對遭遇山體滑坡事故的巴布亞新幾內亞提供支持。[41]5月27日，澳大利亞國防部稱，澳大利亞政府將向巴新提供250萬美元的初步人道主義援助，並向災區派遣專業技術人士。[42]
- 欧盟：歐盟委員會危機管理專員（英语：European Commissioner for Crisis Management）亚内兹·莱纳尔契奇（英语：Janez Lenarčič）宣布，歐盟將向巴新提供15萬歐元的緊急財政支持。[43]
- 法國：總統伊曼努爾·馬克龍在社交平台X發文悼念逝者，表示法國已準備好參與救援、重建工作。[44]
- 英国：英王兼巴布亞新畿內亞君主查爾斯三世發布官方聲明悼念逝者，為巴布亞新幾內亞祈禱，稱自己曾親睹巴新人民之堅毅，相信社群將團結一致應對災後恢復。[45]
- 印度：5月28日，印度外交部發布信息，稱總理纳伦德拉·莫迪向遇難者致哀，印度政府提供100萬美元支援救災與重建，以體現印度—太平洋島嶼合作論壇（英语：Forum for India–Pacific Islands Cooperation）框架下印度與巴新的緊密友誼與夥伴關係，彰顯兩國團結。[46]
- 马来西亚：首相安华·依布拉欣稱「馬來西亞隨時準備為巴布亞新幾內亞的兄弟姐妹提供援助。」[47]
- 中华人民共和国：外交部新聞發言人毛寧稱，中共中央總書記兼國家主席習近平已向巴新總督鲍勃·达达埃致慰問電，並表示中國將為救災與災後重建提供力所能及的幫助。[48]
- 美国：5月24日，總統喬·拜登發表聲明，稱已做好救援準備，「在这个黑暗时刻，我们将继续与巴布亚新几内亚、澳大利亚和新西兰以及我们的四邊安全對話夥伴协调，以确保我们履行在整个印度洋-太平洋地区合作提供人道主义援助和救灾的承諾。」[49]美国国际开发署宣布將為巴新提供價值50萬美元人道主義援助。[50]